# Phan Văn Lai
Phan Văn Lai (biệt danh: Thi, sinh năm 1930) là một Thiếu tướng Công an nhân dân Việt Nam, Anh hùng Lực lượng vũ trang nhân dân. Ông từng giữ chức vụ Phó Tổng cục trưởng Tổng cục Xây dựng lực lượng Công an nhân dân, Chánh Thanh tra Bộ Công an Việt Nam, Chánh Văn phòng Ban An ninh khu Trị Thiên - Huế.

## Xuất thân
Ông sinh năm 1930 ở xã Phương Định, huyện Trực Ninh, tỉnh Nam Định trong một gia đình có truyền thống cách mạng.
Mẹ ông là bà Lê Thị Mỵ, sau được phong tặng danh hiệu Bà mẹ Việt Nam anh hùng.

## Sự nghiệp
Năm 1946, khi vừa 16 tuổi, ông tham gia kháng chiến chống Pháp ở quê nhà (xã Phương Định, huyện Trực Ninh, tỉnh Nam Định).
Sau đó, ông được điều động lên huyện làm cán bộ Đoàn Thanh niên cứu quốc huyện Trực Ninh, tỉnh Nam Định.
Ông từng công tác ở Công an tỉnh Hà Nam, sau đó được Bộ Công an triệu tập về Trường Công an Trung ương (Trường C500, tức Học viện An ninh nhân dân hiện nay) học lớp B2 vào tháng 12 năm 1962 (cùng với Lê Như Khánh, Trưởng ban An ninh huyện Hương Thủy, tỉnh Thừa Thiên Huế năm 1967).
Sau đó, ngày 20/1/1964, ông lên đường vào nam tham gia kháng chiến chống Mỹ.
Ông có 12 năm chiến đấu ở chiến trường Trị Thiên Huế đến năm 1976.
Ông từng là Bí thư Đảng ủy, Chánh Văn phòng Ban an ninh tỉnh Thừa Thiên; Phó Bí thư Đảng ủy, Chánh Văn phòng Ban An ninh khu Trị Thiên - Huế.
Sau ngày Sài Gòn sụp đổ 30/4/1975, ông trở về miền bắc Việt Nam công tác tại Bộ Công an Việt Nam.
Sau đó, ông được phong hàm Thiếu tướng, và giữ chức vụ Phó Tổng cục trưởng Tổng cục Xây dựng lực lượng Công an nhân dân (nay là Tổng cục Chính trị, Công an nhân dân Việt Nam) kiêm Trưởng ban Thanh tra Bộ Công an.
Năm 1990, ông giữ chức vụ Chánh thanh tra Bộ Công an cho đến ngày nghỉ hưu.
Năm 2014, ông là Trưởng Ban liên lạc cán bộ Bộ Công an chi viện chiến trường miền Nam trong kháng chiến chống Mỹ cứu nước, Chủ tịch Hội đồng hương huyện Trực Ninh (tỉnh Nam Định) tại Hà Nội, kiêm Chủ tịch danh dự Hội khuyến học huyện Trực Ninh.

## Tặng thưởng
- Danh hiệu Anh hùng Lực lượng vũ trang nhân dân thời kỳ kháng chiến chống Mỹ, cứu nước (quyết định phong tặng ngày 27/1/2016 của Chủ tịch nước Cộng hòa xã hội chủ nghĩa Việt Nam Trương Tấn Sang[2], trao ngày 26/3/2017)[5] Ông được trao danh hiệu này vì "đã dũng cảm bám trụ địa bàn, cùng đồng đội tiêu diệt nhiều tên ác ôn có nợ máu với cách mạng, bóc gỡ nhiều mạng lưới mật báo viên của tình báo, cảnh sát nguỵ; khai thác số đối tượng cảnh sát, tình báo, đảng phái phản động, nguỵ quân, nguỵ quyền, thu nhiều tài liệu, tin tức tình báo quan trọng, góp phần làm thất bại kế hoạch hậu chiến của địch."[6]
- Huy hiệu 65 năm tuổi Đảng (Đảng Cộng sản Việt Nam)[2]
- 1 Huân chương Độc lập hạng Nhì;[2][3]
- 1 Huân chương Quân công hạng Nhì;[2]
- 2 Huân chương Quân công hạng Ba;[2]
- 1 Huân chương Quyết thắng hạng Nhất;[2]
- 1 Huân chương Kháng chiến chống Mỹ hạng Nhất;[2]
- 1 Huân chương Kháng chiến chống Pháp hạng Ba;[2]
- 1 Huân chương Giải phóng hạng Ba[2]
- Nhiều Bằng khen, giấy khen[2]

## Tác phẩm
- Sách "Những lá thư thời chiến Công an nhân dân", giới thiệu 113 bức thư của 37 tác giả với dung lượng 320 trang, Nhà xuất bản CAND phối hợp với Viện Lịch sử CAND sưu tầm và biên soạn, trong đó nhiều thư có nội dung xúc động của Thiếu tướng, Anh hùng Lực lượng vũ trang nhân dân Phan Văn Lai[7]

## Gia đình
Ông đã kết hôn. Vợ ông là bà Nguyễn Thị Y, quê ở huyện Duy Tiên, tỉnh Hà Nam. Khi hai người lấy nhau, ông làm ở công an tỉnh Hà Nam, còn bà là nhân viên cấp dưỡng.. Ông bà có ba con, trong đó có một con trai sinh năm 1962 là Thiếu tướng Công an nhân dân Việt Nam Phan Quốc Thái.